# 曼卡普尔
曼卡普尔（Mankapur），是印度北方邦Gonda县的一个城镇。总人口8865（2001年）。

## 人口
该地2001年总人口8865人，其中男性4764人，女性4101人；0—6岁人口1144人，其中男606人，女538人；识字率70.41%，其中男性为76.49%，女性为63.35%。